# رومی اشنایدر
رومی اشنایدر با نام اصلی رزماری ماگدالنا آلباخ (آلمانی: Romy Schneider؛ ۲۳ سپتامبر ۱۹۳۸ – ۲۹ مهٔ ۱۹۸۲) بازیگر آلمانی-فرانسوی بود. او کار خود را در ژانر میهنی در اوایل دهه ۱۹۵۰ زمانی که ۱۵ ساله بود آغاز کرد و در ۱۹۵۷، نقش اصلی ملکه الیزابت را در سه‌گانه سیسی ایفا کرد. بعداً همان نقش را پخته‌تر در فیلم لودویگ لوکینو ویسکونتی بازی کرد.
سپس بعد از نقل مکان به فرانسه در فیلم‌های موفق و مورد تحسین منتقدان با برخی از برجسته‌ترین کارگردانان سینمای آن دوران شرکت کرد.

## زندگی اولیه

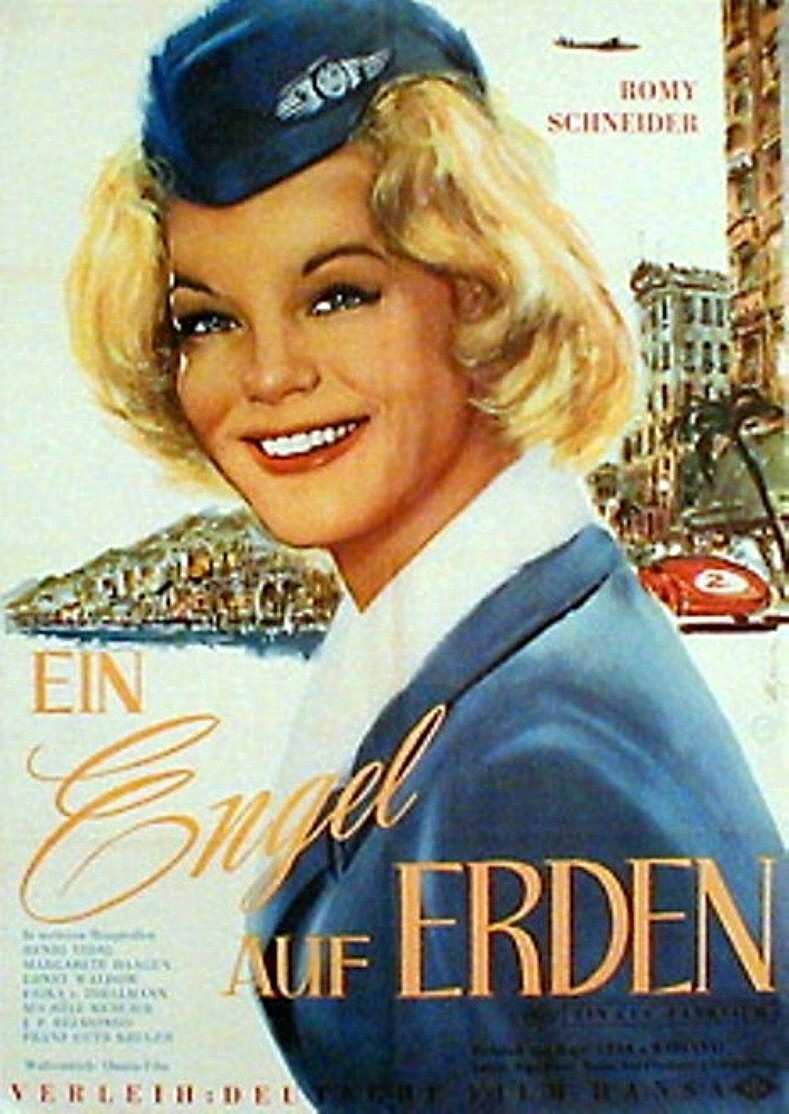
رومی اشنایدر

اشنایدر با نام رزماری ماگدالنا آلباخ در دوران نازی در وین زاده شد. شش ماه بعد از الحاق اتریش به آلمان، در یک خانواده بازیگر که شامل مادربزرگ پدریش روزا آلباخ رتی، پدر اتریشی او ولف الباخ رتی و مادر آلمانی او ماگدا اشنایدر بود. بعد از طلاق والدینش در ۱۹۴۵، ماگدا مسئولیت رومی و برادرش ولفی را برعهده گرفت. زندگی حرفه‌ای او توسط مادر و ناپدریش کنترل می‌شد که یک رستوران‌دار برجسته بود که اشنایدر به علاقه ناسالم او به خود اشاره می‌کند.

## دوران بازیگری
نخستین فیلم رومی اشنایدر زمانی که او ۱۵ ساله بود با نام وقتی یاس سفید دوباره شکوفه می‌کند در سال ۱۹۵۳ ساخته شد. او برای نخستین بار پادشاهی را به تصویر کشید و نقش ملکه ویکتوریای جوان را در فیلم اتریشی به نام دختری از یک ملکه بازی کرد.
پیشرفت غیرمنتظره او با بازی در فیلم عاشقانه سیسی در نقش الیزابت و دو دنباله آن به دست آمد. فیلم‌های کمتر کلیشه‌ای در طی این دوران پر مشغله او شامل افسانه رابینسون کروزوئه (۱۹۵۷) و کار با هورست بوخهولتس و فیلم عشق از پاریس (۱۹۵۷) کارگردانی شده توسط هلموت کوتنر و دوباره با بوخهولتس بود.
اشنایدر در ۱۹۵۸ در کریستین بازی کرد، که بازسازی فیلم Liebelei از ماکس افولس در سال ۱۹۳۳ بود. در حین فیلمبرداری با آلن دلون نامزد کرد و به او در پاریس پیوست؛ آنها نامزدی خود را در سال ۱۹۵۹ اعلام کردند.
اشنایدر تصمیم به ماندن و کار کردن در فرانسه گرفت. در این زمان او با اورسن ولز برای فیلم محاکمه براساس رمان محاکمه اثر کافکا همکاری داشت.

## زندگی شخصی و مرگ

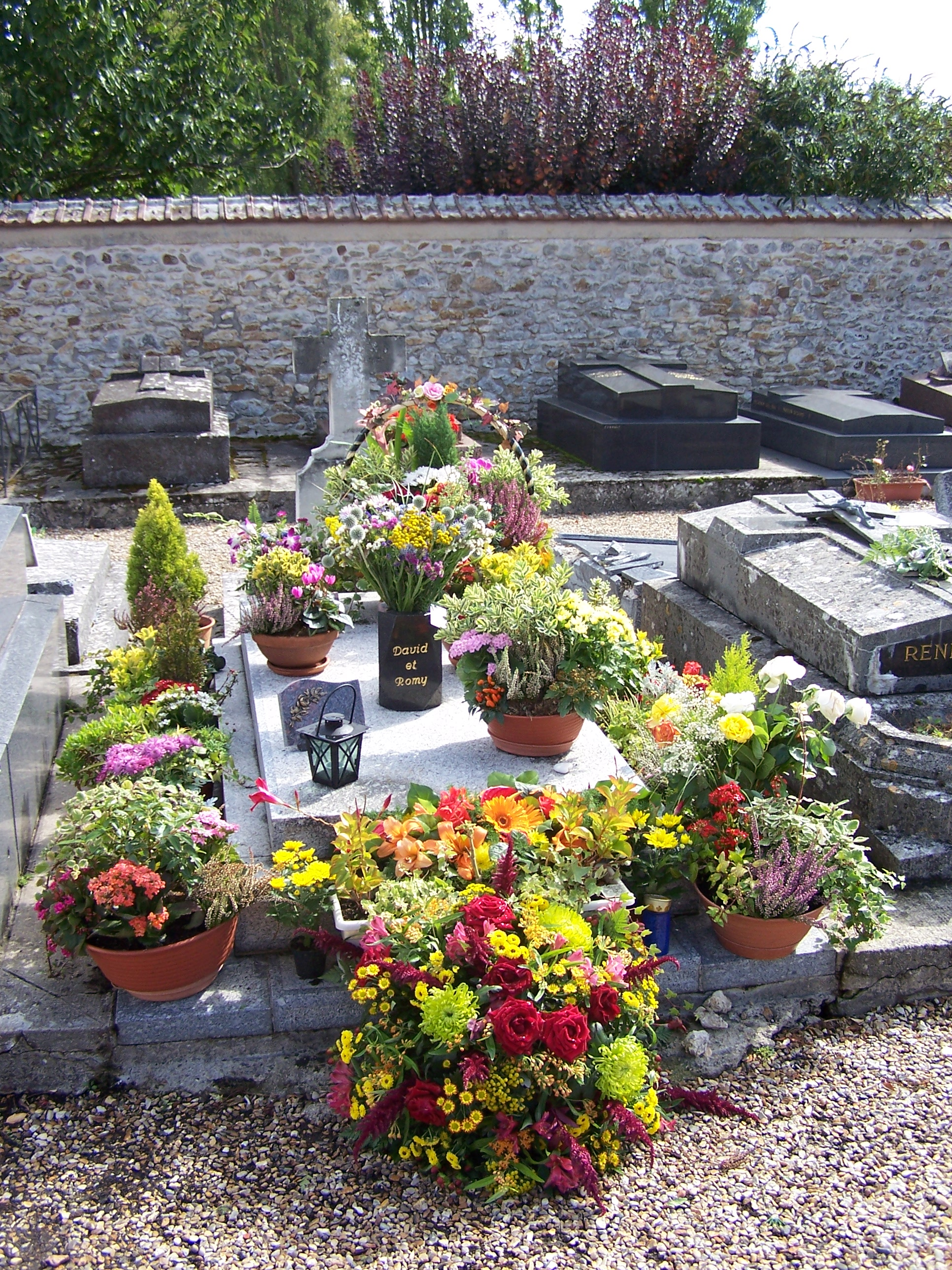
گور رومی اشنایدر و پسرش

در ژوئیه ۱۹۶۶، رابطه خود را با آلن دلون پایان داد و با کارگردان و بازیگر آلمانی به نام هری مین ازدواج کرد و صاحب پسری به نام دیوید کریستوفر شد. اما بعداً طلاق گرفتند و هری مین در ۱۹۷۹ در هامبورگ خودکشی کرد.
در ۱۹۷۵ اشنایدر با دانیل بیاسینی منشی خصوصیش ازدواج کرد، آن‌ها در ۱۹۸۱ جدا شدند و دخترشان سارا بیاسانی بازیگر است. دیوید، پسر اشنایدر، در سن ۱۴ سالگی پس از تلاش برای بالا رفتن از حصار میخ دار خانه والدین ناپدریش فوت کرد. بعد از مرگ دیوید، اشنایدر شروع به نوشیدن بیش از حد مشروبات الکلی کرد.
زمانی که اشنایدر در آپارتمانش در پاریس در ۲۹ می ۱۹۸۲ مرده پیدا شد، گفته شد که او بر اثر مصرف یک کوکتل الکلی مرگ‌آور و قرص‌های خواب‌آور خودکشی کرده‌است. بعد از یک آزمایش کالبدشکافی دیگر که انجام شده بود، مقامات اظهار کردند که او بر اثر ایست قلبی مرده‌است. مزار او در بواسی سانز اوُار با نام رزماری آلباش است. مدت کوتاهی پس از آن، آلن دلون ترتیبی داد تا پسرش دیوید هم در همان گور به خاک سپرده شود.

## فیلم‌شناسی
فهرست برخی از فیلم‌هایی که رومی اشنایدر در آن‌ها به ایفای نقش پرداخته‌است:
- محاکمه
- تحت بازداشت
- بوکاچو ۷۰
- کاردینال
- اوتلی
- آخرین نفر
- وراثت
- قطار
- تازه چه خبر پوسی‌کت؟
- استخر
- کریستین
- ظهر بنفش
- عشق در دریا
- ترور تروتسکی
- لودویگ
- چیزهای زندگی
- گناهکاران بی‌گناه
- سزار و رزالین

## یادداشت
1. ↑  Heimat